# Luwsanszarawyn Cend
Luwsanszarawyn Cend (mong. Лувсаншаравын Цэнд, ur. 11 lipca 1940 w somonie Sajchan, zm. 21 sierpnia 2023) – mongolski łyżwiarz szybki, trzykrotny olimpijczyk, następnie trener i działacz.
Trzykrotnie wystąpił na zimowych igrzyskach olimpijskich, za każdym razem będąc chorążym reprezentacji. W łyżwiarskich wyścigach na 5000 i 10000 metrów w Innsbrucku zajął odpowiednio 31. i 25. lokatę. W Grenoble wystartował jedynie na krótszym z tych dystansów, plasując się na miejscu 36. Ponownie w obu wyścigach wystąpił w Sapporo zajmując ostatnie pozycje – 28. i 24.
Trzykrotnie wziął też udział w mistrzostwach świata w łyżwiarskim wieloboju: w 1962, 1963 i 1965 zajmując na nich odpowiednio pozycje 47. 39. i 40., za każdym razem nie kwalifikując się do finałowego wyścigu na 10000 metrów.
Był czterokrotnym mistrzem kraju w wieloboju – w 1964, 1969, 1970 i 1974. Jego rekordy życiowe na poszczególnych dystansach to: 500 m – 42,1 (1971); 1500 m – 2:14,9 (1971); 5000 m – 7:59,8 (1969); 10000 m – 16:10,2 (1970).
Po poważnym urazie w wypadku w 1976 roku, po którym zdiagnozowano u niego – jako pierwszej osobie w Mongolii – hemofilię B, zakończył czynną karierę sportową. Został następnie trenerem w kadrze narodowej aż do MŚ 2008, nawet po przejściu na emeryturę pozostał doradcą w krajowym związku łyżwiarskim.